# Hafnarfjörður
Hafnarfjörður este un oraș aflat în vestul Islandei, cu o populație de aproximativ 28.200 locuitori (2015). El este un oraș portuar, fiind al treilea oraș ca mărime din țară, dupa Reykjavík și Kópavogur. Hafnarfjörður este situat la 10 km sud de Reykjavík. Una din destinațiile turistice ale orașului este Satul viking. 

## Evoluția populației
Populația orașului Hafnarfjörður în anii 2005 - 2013:

## Personalități
- Guðmundur Einarsson (1955-1974), tânăr dispărut; dispariția sa a fost subiectul unui proces notoriu
- Stefán Karl Stefánsson (1975-2018), actor și cântăreț, renumit pentru că a jucat rolul lui Robbie Putrezitul în serialul pentru copii Orășelul Leneș

## Orașe înfrățite
- Bærum, Norvegia
- Cuxhaven, Germania
- Flensburg, Germania
- Jakobshavn, Groenlanda
- Hämeenlinna, Finlanda
- Tartu, Estonia

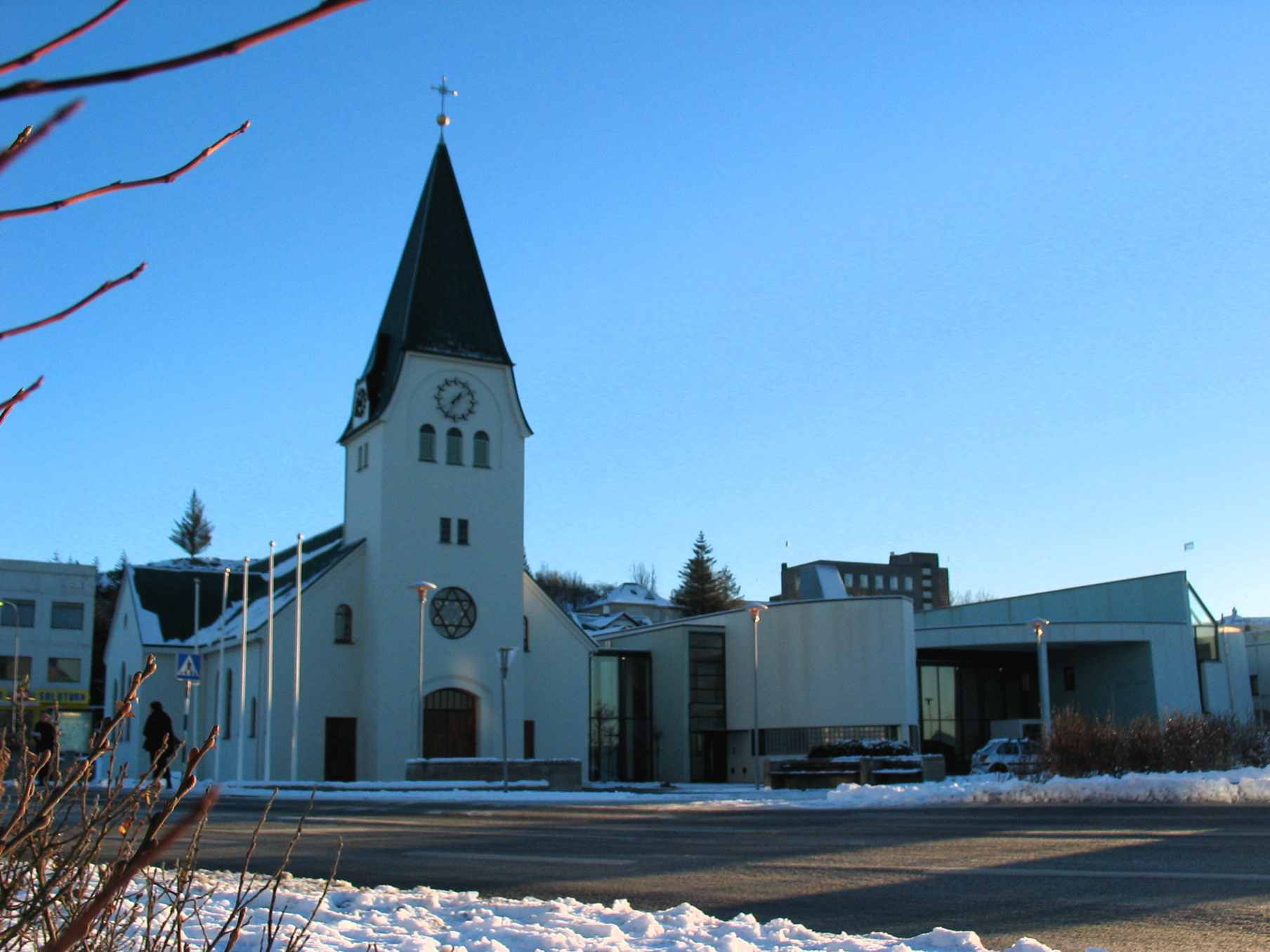
Biserica din Hafnarfjörður

- Tvøroyri, Insulele Feroe
- Uppsala, Suedia